# 경기고속도로
경기고속도로(京畿高速道路, Gyeonggi Expressway)는 NH농협금융지주 자회사로 평택파주고속도로의 오성 나들목 ~ 봉담 나들목 구간과 오산화성고속도로, 수도권제2순환고속도로의 화성 분기점 ~ 동탄 분기점 구간을 건설하고 휴게소와 같은 제반 시설을 관리·운영하는 대한민국의 기업이다. 고속도로의 소유권은 대한민국 정부가 가지고 관리운영권을 30년간 보장받았다.

## 역사
- 2003년 12월: 회사 설립. 당시 두산그룹 자회사였다.
- 2005년 5월: 평택파주고속도로 오성 나들목 ~ 봉담 나들목 구간, 오산화성고속도로, 수도권제2순환고속도로 화성 분기점 ~ 동탄 분기점 구간 착공
- 2009년 10월 28일: 평택파주고속도로 오성 나들목 ~ 봉담 나들목 구간, 오산화성고속도로, 수도권제2순환고속도로 화성 분기점 ~ 동탄 분기점 구간 준공
- 2009년 10월 29일: 평택파주고속도로 오성 나들목 ~ 봉담 나들목 구간, 오산화성고속도로, 수도권제2순환고속도로 화성 분기점 ~ 동탄 분기점 구간 개통 및 운영 개시
- 2014년 9월: 두산그룹 자회사에서 분리되어 신한금융그룹 자회사로 편입되었다.
- 2016년 5월: 신한금융그룹 자회사에서 분리되어 NH농협금융지주 자회사로 편입되었다.
- 2016년 11월 11일: 원톨링 시스템 도입으로 수도권제2순환고속도로 동탄 요금소 폐쇄
- 2019년 8월 30일: 평택파주고속도로 양감 나들목 개통

## 같이 보기
- 평택파주고속도로
- 오산화성고속도로
- 수도권제2순환고속도로
- 경기동서순환도로
- 포천화도고속도로 (기업)
- 인천김포고속도로 (기업)
- 화성광주고속도로 (기업)
- NH농협은행
- 수도권서부고속도로
- 서서울고속도로
- 서울문산고속도로 (기업)
- 서울시메트로9호선
- 용인경량전철
- 이레일